# Neo-Zionismus
Neo-Zionismus (hebräisch נאו-ציונות) ist eine politisch rechts orientierte, nationalistische und religiös orientierte Strömung in Israel.

## Geschichte
Nach der Gründung des Staates Israel ergab sich aus der Erfüllung der Basisziele des Zionismus die Suche zur Neuorientierung des Postzionismus. In den 1970er Jahren entstand der „Neo-Zionismus“. Seit den 1990er Jahren wuchs die öffentliche Wahrnehmung dieser Strömung. Die politische Programmatik der Strömung lässt sich bis auf die nationalistische und rechtsorientierte Ausrichtung nicht auf einen einheitlichen Nenner bringen. Die frühere Cherut vereinigte sich mit dem konservativen Likud-Block. Verschiedene neuere Versuche, mit rechten Parteien wie Herut – The National Movement (hebräisch חרות – התנועה הלאומית, Herut – HaTnu'a HaLeumit), der rechtsextremen Jewish National Front (hebräisch חזית יהודית לאומית, Hazit Yehudit Leumit), auch bekannt als Hayil (hebräisch חי"ל), oder mit der Eretz Yisrael Shelanu (hebräisch ארץ ישראל שלנו) in das jüdische Parlament zu kommen, scheiterten an der 2-%-Hürde des israelischen Wahlsystems. Dennoch erhielten über Listenpositionen der rechten Nationalen Union vier Abgeordnete, die dem Neo-Zionismus nahestehen, bei der israelischen Parlamentswahl 2009 Sitze in der 18. Knesset, nämlich Yaakov Katz, Arieh Eldad, Uri Ariel und Michael Ben-Ari.